# Hydrogenophaga
Hydrogenophaga es un género de bacterias gramnegativas de la familia Comamonadaceae. Fue descrito en el año 1989. Su etimología hace referencia a consumo de hidrógeno. Son bacterias aerobias y en general móviles por flagelo polar. La mayoría de especies crecen en colonias de color amarillento. Las primeras especies de este género formaban parte anteriormente del género Pseudomonas. Se suelen encontrar en aguas residuales y lodos, aunque alguna especie se ha aislado del suelo o de animales. 

## Taxonomía
Actualmente hay 16 especies descritas de este género:
- Hydrogenophaga aquatica
- Hydrogenophaga aromaticivorans
- Hydrogenophaga atypica
- Hydrogenophaga bisanensis
- Hydrogenophaga borbori
- Hydrogenophaga caeni
- Hydrogenophaga crassostreae
- Hydrogenophaga defluvii
- Hydrogenophaga flava
- Hydrogenophaga intermedia
- Hydrogenophaga laconesensis
- Hydrogenophaga luteola
- Hydrogenophaga palleronii
- Hydrogenophaga pseudoflava
- Hydrogenophaga soli
- Hydrogenophaga taeniospiralis